# Selenita
La selenita (del griego, selēnē, 'luna') es una variedad del mineral yeso (sulfato de calcio hidratado, CaSO4·2H2O) en forma de cristales transparentes o de masas cristalinas. El nombre deriva de Selene, la diosa griega de la Luna, debido al tipo de reflexión, que le aporta un brillo perlado parecido al de la luz lunar.

## Etimología e historia
El nombre selenita para designar este mineral fue introducido por el químico y mineralogo sueco Johan Gottschalk Wallerius (1709-1785), quien utilizó el término como sinónimo de yeso transparente. Se supone que Wallerius, para denominarlo, se inspiró en la reflexión de luz azul pálida que posee el mineral, colorido que se asemeja a la luz de la luna.
En otros países este yeso claro recibió distintas denominaciones. En Alemania, por ejemplo, se le conoce como Marienglas (cristal de María), nombre que surgió de la utilización en lugar de vidrio, como placa transparente para el enmarcado de imágenes de María y para los recipientes de reliquias, puesto que las hojas delgadas de selenita, en contraposición con el vidrio de la época, estaban libres de burbujas y eran de un espesor más parejo. Por su uso como protección de las imágenes de María, en algunas regiones se llama también Frauenglas (cristal de las mujeres).
El mineral era conocido por los romanos, quienes lo denominaban Lapis specularis (piedra espejo o especular). Lo usaban para la fabricación de ventanas. Aunque en ese tiempo ya se conocía el vidrio, su calidad, llanura y transparencia no eran lo suficientemente buenas como para  hacer ventanas. El historiador romano Plinio el Viejo (23-79) describe en su enciclopedia Naturalis historia la extracción y elaboración del Lapis specularis para confeccionar ventanas y lámparas.
En la época de los romanos los yacimientos más importantes estaban en Asia Menor y en el norte de África. Con creces, los más grandes yacimientos de aquel tiempo se hallaban en la antigua ciudad de Segóbriga (actualmente en la provincia española de Cuenca). La historia narra que Plinio visitó esas minas en el año 76. Hasta hoy se pueden encontrar allí vestigios de la actividad minera de la antigüedad. Debido a la rareza de los grandes cristales de selenita, las ventanas de este material eran objetos representativos de lujo y prestigio. Se sabe que en Roma algunos baños públicos tenían cristales de selenita. Puesto que el tamaño de los cristales es limitado, se ensamblaban planchas más grandes a partir de trozos cuadrados más pequeños, de manera similar a los vitrales. Según se ha narrado, el emperador Tiberio poseía un invernadero hecho con cristales de Lapis specularis.

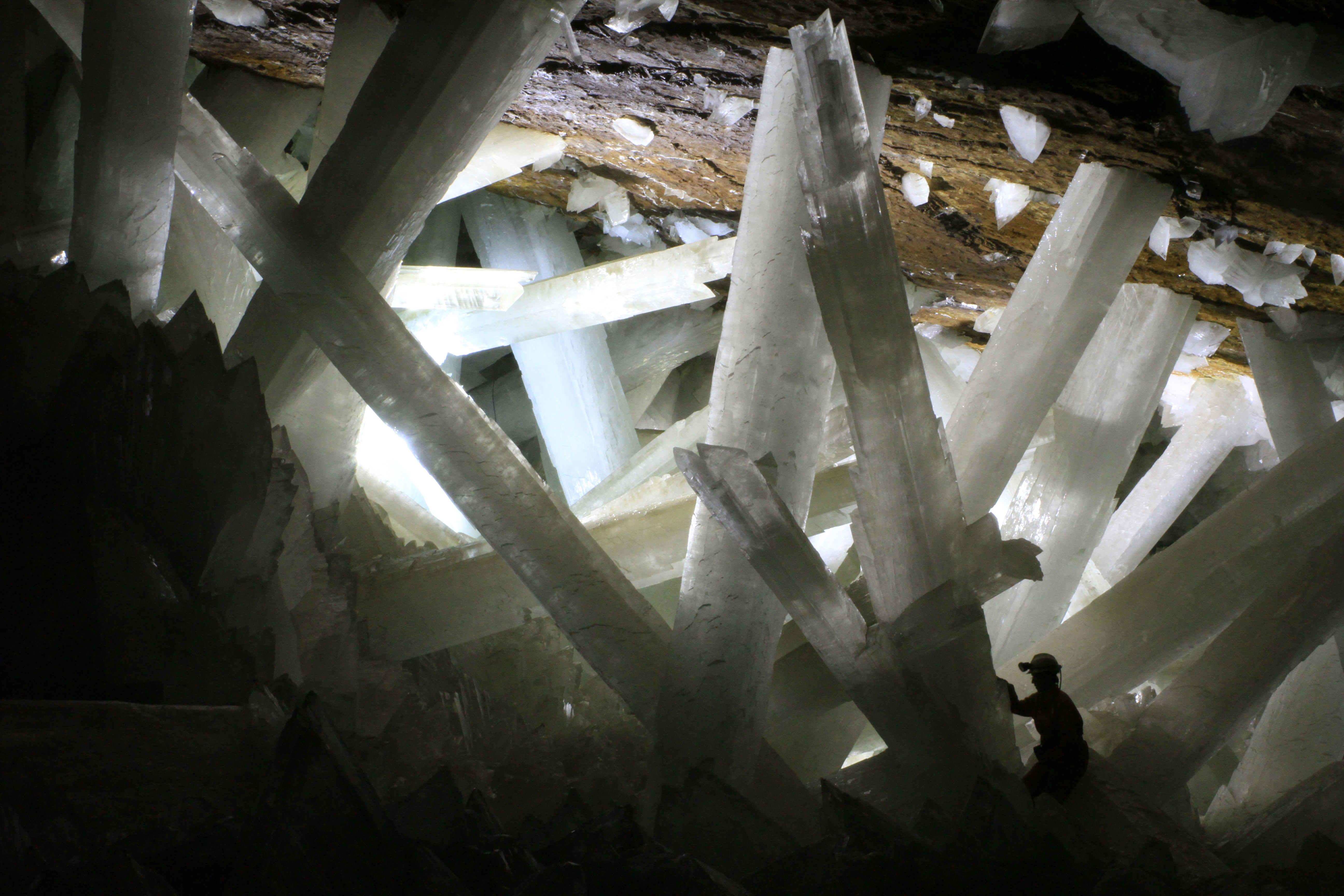
Cristales de yeso de la cueva de Naica. A efectos de escala, nótese la persona en la parte inferior.

## Formación y yacimientos

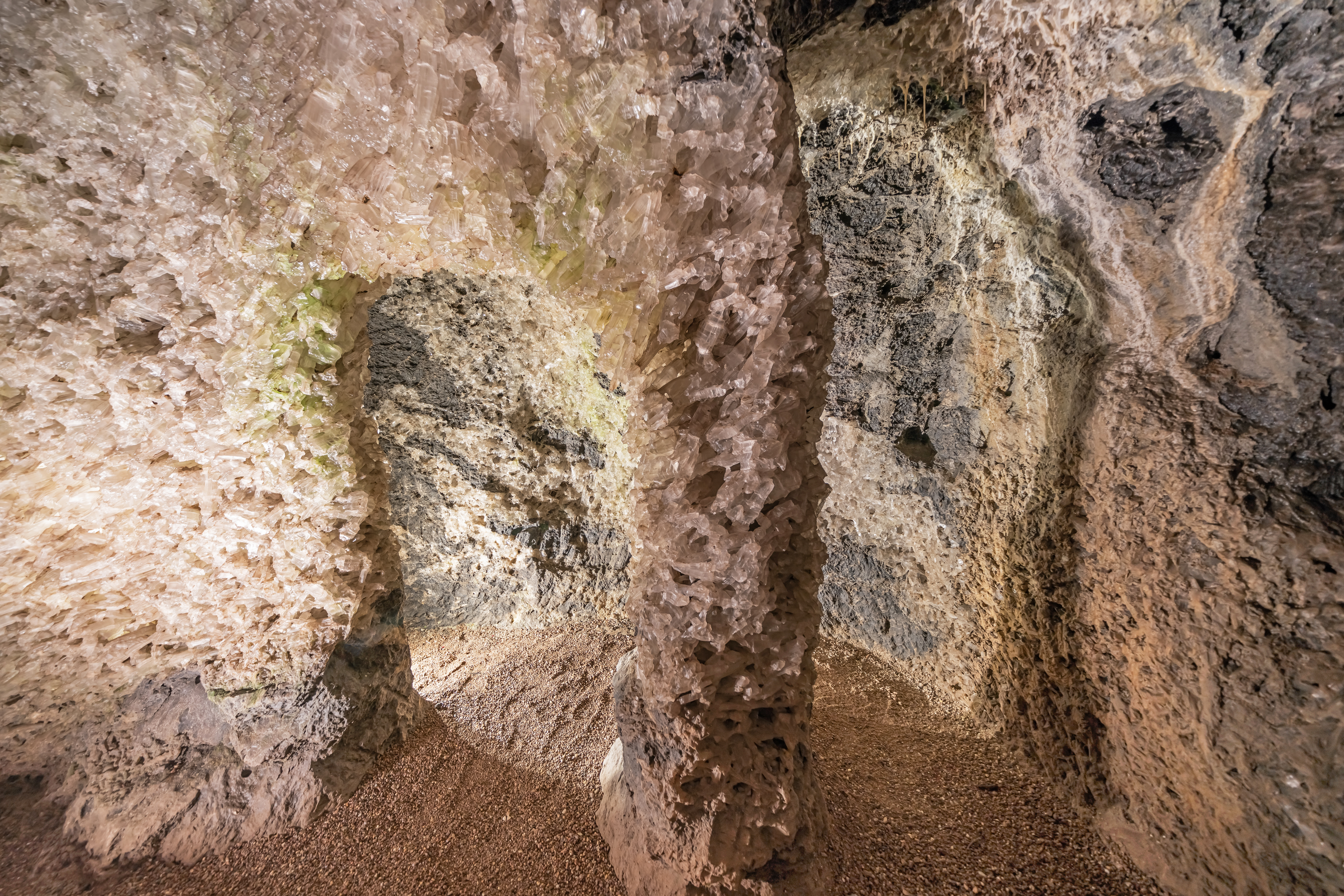
Gruta de Selenita (Marienglashöhle) en Friedrichroda

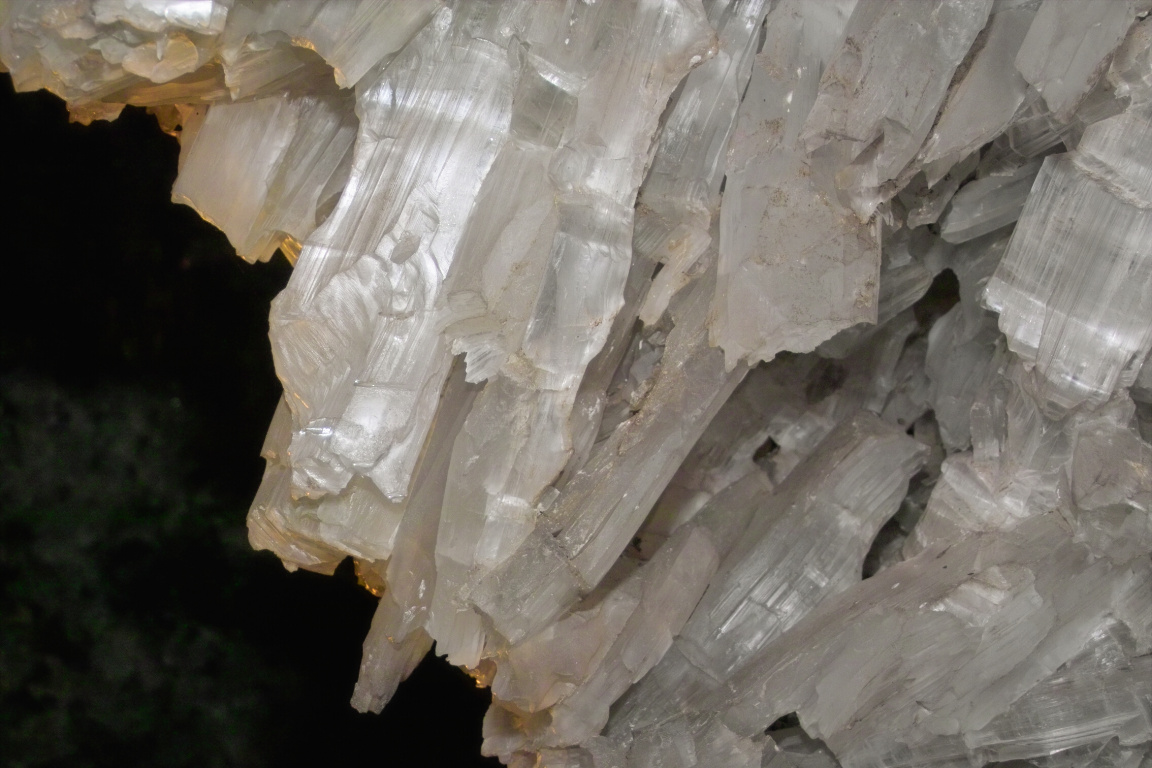
Selenita en las paredes de la cueva

Se pueden encontrar cristales de selenita enormes en geodas o rocas huecas. Un muy buen ejemplo de geoda gigante (aunque los cristales individuales no sean de dimensiones espectaculares) es la «Gran Geoda de la Mina Rica», cerca de Pilar de Jaravia, en Almería, España. La gruta de selenita (Marienglashöhle) cerca de Friedrichroda en el bosque de Turingia, también es muy famosa en Europa. Igualmente, son muy conocidas las minas de Debar en Macedonia, con sus cristales gigantes de hasta siete metros.  
Sin embargo, los cristales de crecimiento natural más grandes del mundo se encontraron en el año 2000 en la Mina de Naica al sur de Chihuahua, México. Estas cuevas contienen enormes cristales de selenita, con ejemplares que alcanzan entre 11 y 12 metros de longitud y 2 metros de diámetro (aunque la mayoría de ellos solo mide unos 6 metros) y un peso de hasta 55 toneladas.

## Características
Las planchas extensas y transparentes de selenita pueden dividirse en placas transparentes muy finas. Es la forma en que en la antigüedad, sustituían al vidrio. En la actualidad, la selenita se extrae de canteras y se usa como yeso común.